# Mason Model K
Mason Model K ist ein Personenkraftwagen. Hersteller war die Mason Motor Company aus den USA.

## Beschreibung
Mason stellte das Modell als Nachfolger des Mason 30 HP von 1913 bis 1914 her.
Es hat einen Vierzylindermotor mit Wasserkühlung. 4 Zoll (101,6 mm) Bohrung und 4,5 Zoll (114,3 mm) Hub ergeben 3707 cm³ Hubraum. Eine Quelle gibt durchgängig 30 PS an, eine andere für das erste Jahr 30 PS, danach 24 PS. Das Getriebe hat drei Gänge.
Der Motor ist zeittypisch vorn im Fahrgestell eingebaut und treibt die Hinterachse an. Der Radstand beträgt 2946 mm. Als Leergewicht sind 1179 kg angegeben.
Laut einer Quelle wurde als einzige Karosseriebauform ein Tourenwagen mit fünf Sitzen angeboten. Die Neupreise betrugen 1290 US-Dollar im ersten Jahr und 1350 Dollar im zweiten Jahr. Eine andere Quelle gibt zumindest für 1913 Tourenwagen und zweisitzigen Runabout an.